# Anticlo
Anticlo o Anchimo (in greco antico: Ἄντικλος?, Ántiklos) è una figura della mitologia greca.

## Il mito
Anticlo era uno dei greci penetrati a Troia nel cavallo di legno. Proveniva da Itaca, ed era dunque un compagno di Ulisse. Quando Elena, accostatasi al misterioso dono degli Achei, prese ad imitare le voci delle mogli dei guerrieri che vi stavano nascosti, Anticlo per poco non tradì la loro presenza, ma Ulisse fu pronto a chiudergli la bocca con la mano.
Secondo fonti postomeriche, fu Anticlo che nel viaggio di ritorno aprì l'urna dei venti, facendo scaraventare la nave di Ulisse nella terra dei Lestrigoni. Sarebbe stato poi tra i compagni di Ulisse divorati dalle teste di Scilla.

## Presenze nella letteratura
(Odissea IV, 285-288; traduzione di Rosa Calzecchi Onesti)
- Quinto di Smirne, Posthomerica 12,317.
- Pascoli: Poemi Conviviali, Antìclo (redazione in endecasillabi); Poesie Varie, Antìclo (redazione in esametri barbari); Carmina, Catullocalvos, VIII. Anticlus (redazione in esametri latini).